# 순천시 (전라남도)의 행정 구역
순천시의 행정 구역은 1읍 10면 13동으로 구성되어 있다. 순천시의 면적은 907.41km2이며, 인구는 2015년 8월 31일을 기준으로 110,025세대 281,219명이다. 단, 여순광은 여수시, 순천시, 광양시이다.

## 지도
| 순천시 지도 | 시내동 지도 |
| ----------- | ----------- |
|             |             |

## 행정 구역
| 읍면동  | 한자    | 세대    | 인구    | 면적   | 법정동·리 |
| ------- | ------- | ------- | ------- | ------ | --- |
| 승주읍  | 昇州邑  | 1,554   | 3,530   | 93.06  | 두월리(斗月里), 신전리(新田里), 유흥리(酉興里), 봉덕리(鳳德里), 평중리(平中里), 구강리(九江里), 도정리(道亭里), 월계리(月溪里), 서평리(西坪里), 신성리(新星里), 신학리(新鶴里), 죽학리(竹鶴里), 유평리(柳坪里), 남강리(南江里)                                                                                                 |
| 주암면  | 住岩面  | 2,005   | 4,177   | 93.83  | 행정리(杏亭里), 갈마리(渴馬里), 주암리(住岩里), 오산리(五山里), 창촌리(倉村里), 복다리(福多里), 요곡리(蓼谷里), 구산리(九山里), 죽림리(竹林里), 고산리(古山里), 대광리(大光里), 광천리(廣川里), 비룡리(飛龍里), 한곡리(閑谷里), 어왕리(於旺里), 백록리(白鹿里), 대구리(大九里), 궁각리(弓角里), 운룡리(雲龍里), 문길리(文吉里) |
| 송광면  | 松光面  | 909     | 2,019   | 109.85 | 오봉리(梧峰里), 신흥리(新興里), 신평리(新坪里), 낙수리(洛水里), 삼청리(三淸里), 후곡리(后谷里), 월산리(月山里), 대곡리(大谷里), 우산리(牛山里), 덕산리(德山里), 봉산리(鳳山里), 이읍리(梨邑里), 장안리(壯安里), 구룡리(九龍里), 대흥리(大興里)                                                                                 |
| 외서면  | 外西面  | 571     | 1,141   | 35.43  | 신덕리(新德里), 쌍율리(雙栗里), 금성리(錦城里), 월암리(月岩里), 도신리(道新里), 반용리(盤龍里), 화전리(花田里), 장산리(長山里) |
| 낙안면  | 樂安面  | 3,082   | 7,031   | 63.1   | 동내리(東內里), 남내리(南內里), 서내리(西內里), 성북리(城北里), 상송리(上松里), 하송리(下松里), 검암리(檢岩里), 옥산리(玉山里), 평촌리(平村里), 교촌리(校村里), 신기리(新基里), 이곡리(李谷里), 용능리(龍陵里), 내운리(內雲里), 창녕리(昌寧里), 금산리(金山里), 평사리(平沙里), 목촌리(木村里), 석흥리(石興里)                 |
| 별량면  | 別良面  | 1,777   | 4,062   | 69.67  | 봉림리(鳳林里), 운천리(雲川里), 송학리(松鶴里), 덕정리(德亭里), 우산리(牛山里), 쌍림리(雙林里), 학산리(鶴山里), 대곡리(大谷里), 무풍리(武風里), 마산리(馬山里), 동송리(東松里), 원창리(元倉里), 두고리(斗庫里), 구룡리(九龍里), 송기리(松基里), 죽산리(竹山里), 금치리(琴峙里), 대룡리(大龍里)                                 |
| 상사면  | 上沙面  | 1,208   | 3,085   | 60.3   | 흘산리(屹山里), 응령리(鷹嶺里), 용계리(龍溪里), 도월리(道月里), 봉래리(蓬萊里), 쌍지리(雙之里), 초곡리(草谷里), 용암리(龍岩里), 비촌리(飛村里), 오곡리(五谷里), 마륜리(馬輪里) |
| 해룡면  | 海龍面  | 8,796   | 26,661  | 46.6   | 복성리(福星里), 신대리(新垈里), 상삼리(上三里), 대안리(大安里), 남가리(南佳里), 월전리(月田里), 성산리(星山里), 선월리(船月里), 신성리(新城里), 호두리(狐頭里), 용전리(龍田里), 도롱리(道弄里), 중흥리(中興里), 해창리(海倉里), 선학리(仙鶴里), 농주리(弄珠里), 상내리(上內里), 하사리(下沙里)                                 |
| 서면    | 西面    | 4,567   | 11,894  | 103.53 | 학구리(鶴口里), 대구리(大九里), 구만리(九萬里), 비월리(飛月里), 동산리(東山里), 운평리(雲坪里), 죽평리(竹坪里), 선평리(船坪里), 압곡리(鴨谷里), 구상리(九上里), 흥대리(興垈里), 지본리(池本里), 판교리(板橋里), 청소리(淸所里)                                                                                                 |
| 황전면  | 黃田面  | 1,803   | 3,969   | 98.8   | 죽청리(竹淸里), 평촌리(平村里), 수평리(水坪里), 괴목리(槐木里), 죽내리(竹內里), 황학리(黃鶴里), 월산리(月山里), 내구리(內九里), 봉덕리(鳳德里), 선변리(仙邊里), 비촌리(飛村里), 금평리(琴坪里), 대치리(大峙里), 모전리(毛田里), 회룡리(回龍里), 덕림리(德林里)                                                                 |
| 월등면  | 月燈面  | 993     | 2,250   | 44.27  | 대평리(大坪里), 농선리(農善里), 월용리(月龍里), 신월리(新月里), 운월리(雲月里), 갈평리(葛坪里), 송천리(松泉里), 망용리(望龍里), 계월리(桂月里), 월림리(月林里) |
| 향동    | 鄕洞    | 2,333   | 5,653   | 18.67  | 금곡동(金谷洞), 삼거동(三巨洞), 영동(榮洞), 옥천동(玉川洞), 와룡동(臥龍洞), 행동(幸洞) |
| 매곡동  | 梅谷洞  | 2,577   | 6,489   | 1.42   | 매곡동(梅谷洞) |
| 삼산동  | 三山洞  | 6,869   | 20,620  | 17.72  | 가곡동(佳谷洞), 석현동(石峴洞), 용당동(龍堂洞) |
| 조곡동  | 稠谷洞  | 3,135   | 8,089   | 2.47   | 조곡동(稠谷洞) |
| 덕연동  | 德蓮洞  | 16,614  | 52,877  | 5.11   | 덕암동(德岩洞), 연향동(蓮香洞), 생목동(生木洞) |
| 풍덕동  | 豊德洞  | 3,874   | 10,153  | 2.98   | 풍덕동(豊德洞) |
| 남제동  | 南蹄洞  | 4,934   | 12,599  | 2.56   | 남정동(南亭洞), 인제동(麟蹄洞) |
| 저전동  | 楮田洞  | 1,621   | 3,999   | 0.97   | 저전동(楮田洞) |
| 장천동  | 長泉洞  | 1,705   | 3,498   | 0.47   | 장천동(長泉洞) |
| 중앙동  | 中央洞  | 1,974   | 4,479   | 0.5    | 중앙동(中央洞), 남내동(南內洞), 동외동(東外洞) |
| 도사동  | 道沙洞  | 3,880   | 9,969   | 25.4   | 교량동(橋良洞), 대대동(大垈洞), 대룡동(大龍洞), 덕월동(德月洞), 안풍동(安豊洞), 야흥동(也興洞), 오천동(五泉洞), 인월동(仁月洞), 홍내동(鴻內洞) |
| 왕조1동 | 旺照1洞 | 13,220  | 38,823  | 9.41   | 왕지동(旺之洞), 조례동(照禮洞) (일부) |
| 왕조2동 | 旺照2洞 | 7,099   | 24,039  | 1.29   | 조례동(照禮洞) (일부) |
| 순천시  | 順天市  | 110,025 | 281,219 | 907.41 | |

- 통계 자료는 2015년 기준

### 인구
통합 이전 승주군 지역은 8·15해방 후 조금씩 증가해오던 인구가 1970년 14만 5,879명을 정점으로 이후 계속 줄어 전체적으로 인구유출지역임을 보여준다. 1970년대 이후의 연도별 인구를 보면 1975년 13만 8,505명, 1980년 12만 3,778명, 1985년 12만 3,211명, 1990년 10만 4,388명이었다. 1970~90년의 20년간 인구는 약 28% 감소했으며, 가구수도 1970년 2만 4,390가구에서 1990년 2만 597가구로 줄어 이촌향도에 따른 농촌지역의 일반적인 인구유출현상을 보였다.
한편 통합 이전 순천시 지역은 남쪽으로 여수반도의 여수시와 연결되고, 북쪽으로는 구례군·곡성군·보성군으로 연결되는 전라남도 동부지방의 교통의 요지에 입지하여 조선 영조 때 이미 인구 4만 1,000명 정도의 큰 취락을 이루었다. 일제강점기에는 순천평야와 주변 농업지역의 농산물 집산지이자 수탈거점으로서 성장하여 1920년대말에는 인구가 10만 명에 육박했다. 8·15해방 후 일제의 수탈거점으로서의 역할을 상실하고 1948년 여순반란사건 등으로 사회적 불안을 겪으면서 인구가 감소되었으나 1950년대말부터 다시 성장하기 시작했다. 그러나 1960년대 이후 공업도시들의 급격한 성장으로 농촌적 성격을 지니고 있는 순천시의 성장은 상대적으로 위축되어 완만한 상승세를 보여왔다. 1970년 9만 910명, 1980년 11만 4,223명, 1990년 16만 7,209명으로 1970~80년에는 26%, 1980~90년에는 46%의 인구가 증가했다. 통합시 이후 1995년의 시의 인구는 24만 1,889명, 1996년 현재 인구는 25만 966명이다. 읍·면지역에 시 전체인구의 29.6%(90명/km2), 동지역에 71.4%(1,994명/km2)가 분포하고 있다. 행정동별로 볼 때 덕연동(3만 6,223명)·왕조동(2만 8,644명)에 인구가 많다.

## 역사
옛 순천군 지역에서는 주암댐 수몰지구 유적 조사 결과 구석기 유물이 출토되고, 청동기시대의 고인돌과 주거지 등이 발굴되어 이 지방에서의 인간의 거주가 오래되었음을 보여준다.

### 삼국시대
백제시대에는 감평군(嵌平郡) 또는 사평군(沙平郡) 또는 무평군(武平郡)이라고 했다. 남북국 시대인 경덕왕(景德王) 16년(757년), 승평군(昇平郡)으로 개칭하고 해읍현(海邑縣)·여산현(廬山縣)·희양현(陽縣)을 영현(領縣)으로 삼았다.

### 고려
고려 태조 23년(940년) 승주(昇州, 또는 승화;昇化)로 고치고, 성종(成宗) 2년(983년) 전국에 12목을 설치할 때 승주목이 되었다. 성종 14년(995년)에 승주군(昇州郡)으로 개칭되고 곤해군(袞海軍) 절도사가 파견되었다. 1012년(현종 3)에 안무사로 개칭되었다가, 1036년(정종 2) 다시 승평군으로 이름이 바뀌었다. 이때 부유현(富有縣)·돌산현(突山縣)·여수현(麗水縣)·광양현(光陽縣)을 속현(屬縣)으로 거느렸다. 충선왕(忠宣王) 2년(1276)에 순천부(順天府)가 되었다. 1309년 승주목(昇州牧), 1310년 순천부(順天府)가 되었다.

### 조선
조선 태종 13년(1413년) 조선초의 군현제 개편 때 도호부로 승격하여, 순천도호부(順天都護府)로 되었다. 조선시대 동안 순천도호부는 전라좌도 남부의 중심 역할을 했다. 그러나 효종대와 정조대에 잠시 현으로 강등되기도 했다. 1479년(성종 10) 속현이었던 여수현(麗水縣)에 전라좌도 수군절도사영이 설치되어 전라좌도 해안방어의 군사적 요충지가 되었다. 순천의 별호는 평양(平陽)이었다.

### 순천군
1895년(고종 32년)에 지방제도 개정으로 남원부 순천군, 1896년에 전라남도 순천군이 되었다. 1896년 돌산군(突山郡)을 신설함에 따라 도서지역이 돌산군에 이관되고, 1897년에 순천군 소속 율촌면·소라면·삼일면·여수면을 나누어 여수군(麗水郡)을 신설함으로써 면적이 축소되었다. 그러나 1908년 낙안군을 폐지하여 낙안군의 7개면이 순천군에 편입되었다.

### 순천면
1911년 소안면과 장평면이 합쳐져 순천군 순천면이 되었다. 1914년 군면 폐합에 의하여 서면·황전면·월등면·쌍암면·주암면·송광면·상사면·별량면은 그대로, 소안면·장평면은 순천면으로, 해촌면·용두면은 해룡면으로, 도리면·하사면은 도사면으로, 읍내면·내서면은 낙안면으로, 동상면·동하면·초하면·초상면은 동초면으로 폐합되었다. 1929년에는 동초면을 폐지하여 별량면·낙안면 및 보성군 벌교면에 분할, 편입했다.
| 조선총독부령 제111호 | |             | |
| 구 행정구역          | 구 행정구역 | 신 행정구역 | 신 행정구역 |
| 순천군               | 소안면(蘇安面) 고지리/가곡리/신기리 일부, 장내리 일부/청수리 일부, 구암리/덕암리/신화리/율전리 일부/생목리 일부/(장평면) 상평리 일부/(해촌면) 명말리 일부/운동리 일부, 동내리/동외리 일부, 매곡리/북정리/우명리 일부/청수리 일부, 송학리/삼거리, 생목리 일부/(해촌면) 운동리 일부, 석현리/조비리/신기리 일부, 장내리 일부, 범죽리/와룡리/장내리 일부, 업동리/용당리/죽림리/망북리/(서면) 강청리 일부/망북리 일부, 조곡리/율전리 일부, 동내리/동외리 일부, 동내리/동외리 일부, 청수리 일부/서내리 일부/장내리 일부, 북내리/서내리 일부/청수리 일부 | 순천면      | 가곡리, 금곡리, 덕암리, 동외리, 매곡리, 삼거리, 생목리, 석현리, 옥천리, 와룡리, 용당리, 조곡리, 대수정(大手町), 본정(本町), 영정(榮町), 행정(幸町)             |
| 순천군               | 장평면(長平面) 신흥리/남정리/남제리/(도리면) 지정리 일부, 인제리, 장행리/장천리/장명리 일부, 지막리/경내리/저전리/장명리 일부, 풍덕리/신기리/상평리 일부/(해촌면) 마산리 일부/연향리 일부/(도리면) 오산리 일부/오림리 일부 | 순천면      | 남정리, 인제리, 장천리, 저전리, 풍덕리 |
| 순천군               | 도리면(道里面) 양율리 일부/교항리 일부/(하사면) 대대리 일부, 월곡리/선암리/덕흥리 일부/교곡리 일부/지정리 일부/통천리 일부, 통천리 일부/오림리 일부/오산리 일부/덕흥리 일부/(장평면) 하평리 일부, 내동리/금성리/홍두리 일부/교항리 일부/(해촌면) 풍덕리 일부/마산리 일부 | 도사면      | 교량리, 덕월리, 오천리, 홍내리 |
| 순천군               | 하사면(下沙面) ,연야리/대동리/오룡리/무평리/(도리면) 교항리 일부, 간동리/안지리/하흥리/수동리/신풍리/하내리 일부, 복흥리/야동리/신대리/(도리면) 양율리 일부, 월평리/인덕리/조례리 일부, 대대리 일부/하내리 일부/(도리면) 교항리 일부 | 도사면      | 대룡리, 안풍리, 야흥리, 인월리, 하대리 |
| 순천군               | 상사면(上沙面) 산전리/석산리/도월리/죽천리/미곡리, 삼천리 일부/마륜리 일부/(도리면) 교곡리 일부, 노동리/용전리/봉래리/장동리, 비촌리/서동리/선동리, 쌍지리/운곡리/(내동면) 간원리 일부, 연동리/오곡리/오산리/삼천리 일부, 장수리/용계리/구계리/안치리/죽전리, 용암리/회룡리, 내동리/금곡리/응령리/서정리, 기동리/중현리/초곡리/해룡리/(내서면) 진목리/초곡리, 당촌리/동백리/흘산리/마륜리 일부 | 상사면      | 도월리, 마륜리, 봉래리, 비촌리, 쌍지리, 오곡리, 용계리, 용암리, 응령리, 초곡리, 흘산리                                                                         |
| 순천군               | 해촌면(海村面) 대안리/소안리/석현리/마산리 일부/용곡리 일부/풍덕리 일부/(용두면) 신기리 일부/(도리면) 홍두리 일부, 대석리/율산리/연향리 일부/운동리 일부/명말리 일부/용곡리 일부/마산리 일부/(용두면) 상삼리 일부, 왕지리/대동리/현남리/범암리/근곡리/장치리/비봉리 일부/두지리 일부/주영리 일부, 연동리/신월리/조례리/재궁리/비봉리 일부/운동리 일부/두지리 일부/(소안면) 생목리 일부 | 해룡면      | 대안리, 연향리, 왕지리, 조례리 |
| 순천군               | 용두면(龍頭面) 남가리/대가리/서가리 일부/성산리 일부/(해촌면) 비석리 일부, 구동리/농주리/송잠리/노월리/월산리 일부, 도롱리 일부, 복성리/상비리/주영리 일부/평화리 일부/응봉리 일부/(해촌면) 주영리 일부/(광양군 인덕면) 동지리 일부, 와온리/방축리/유룡리/죽림리 일부/상내리 일부/하사리 일부, 삼동리/좌야리/상삼리 일부, 통천리/선월리/한유리 일부/매안리 일부, 무룡리/계당리/율리/선학리, 대법리/송산리/성산리 일부, 향매리/봉암리/신대리/미계리/봉서리 일부/매안리 일부/산두리 일부/평화리 일부, 신성리/한유리 일부, 서당리/신월리/원동리/용전리/발흥리 일부/목거리 일부/구상리 일부/도롱리 일부, 신흥리/낙선리/학동리/월전리/서가리 일부/신기리 일부/(해촌면) 풍덕리 일부/비석리 일부, 중흥리/도롱리 일부/(해촌면) 풍덕리 일부, 죽동리/상동리/구림리 일부/월산리 일부/상내리 일부/하사리 일부, 송정리/해창리, 호두리/당두리/도롱리 일부/구상리 일부/발흥리 일부/목거리 일부 | 해룡면      | 남가리, 농주리, 도롱리, 복성리, 상내리, 상삼리, 선월리, 선학리, 성산리, 신대리, 신성리, 용전리, 월전리, 중흥리, 하사리, 해창리, 호두리                         |
| 순천군               | 쌍암면(雙巖面) 택촌리/사평리/구수리/구암리/연동리/강촌리/용선리 일부, 용강리/두지리/죽천리/남정리/율치리/저동리, 도목리/군장리/염사리/송정리/지동리/백현리/축내리/대장리/길산리/용선리 일부, 탄동리/온동리/월평리 일부/두모리 일부, 서평리/등학리/학구리/육덕리/풍곡리 일부, 사현리/내동리/도평리/중대리 일부/서정리 일부, 신촌리/흥림리/화산리/석정리, 송전리/서동리/신대리/성산리/서정리 일부/석동리 일부, 율전리/신계리/신평리/월평리 일부, 칠성리/신창리/선학리, 월내리/월계리/남암리/석동리 일부, 매암리/사룡리/두평리/유천리/죽림리 일부, 유동리/유서리/중흥리/흑석리/구룡리/유치리/두모리 일부, 무학리/괴목리/죽림리 일부, 평지리/상대리/봉곡리 일부/중대리 일부 | 쌍암면      | 구강리, 남강리, 도정리, 두월리, 봉덕리, 서평리, 석흥리, 신성리, 신전리, 신학리, 월계리, 유평리, 유흥리, 죽학리, 평중리                                         |
| 순천군               | 주암면(住巖面) 동촌리/감성리/갈촌리, 호곡리/환곡리/문성리/고산리 일부, 광천리/원동리/약촌리 일부, 금곡리/산산리/구산리, 궁각리/영귀리/화평리/매우리/구촌리 일부/(곡성군 석곡면) 마전리 일부, 모전리/덕흥리/용문리/두지리 일부, 대구리/구촌리 일부/(석곡면) 봉암리 일부, 주암리/백록리/내동리, 용강리/신기리/보령리/쌍산리/수평리/용촌리/행정리 일부/문길리 일부/복다리 일부, 월봉리/비룡리 일부, 문천리/연동리/상어리/무학리, 임촌리/용지리/오산리/용곡리, 장기리/요곡리/희영리/신촌리, 용전리/선치리/상주리/중주리/하주리, 문성리/고암리/죽림리/둔대리, 덕림리/천평리/창촌리, 장동리/복다리 일부/문길리 일부, 한동리/약촌리 일부, 운곡리/접치리/행정리 일부 | 주암면      | 갈마리, 고산리, 광천리, 구산리, 궁각리, 대광리, 대구리, 백록리, 복다리, 비룡리, 어왕리, 오산리, 요곡리, 주암리, 죽림리, 창촌리, 풍교리(楓橋里), 한곡리, 행정리 |
| 순천군               | 송광면(松光面) | 송광면      | 구룡리, 낙수리, 대곡리, 대흥리, 덕산리, 봉산리, 삼청리, 신평리, 신흥리, 오봉리, 월산리, 이읍리, 장안리, 후곡리                                                 |
| 순천군               | 별량면(別良面) 마천리/초천리/대동리/이미리 일부, 수덕리/백동리/신촌리/삼정리/(하사면) 조례리 일부, 신송리/동막리/회룡리 일부/송천리 일부/장기리 일부, 고장리/현절리/신덕리/거차리, 무선리/풍유리/금천리, 봉덕리/반석리/석현리/무림리 일부/장기리 일부/장룡리 일부/송천리 일부/대여리 일부/송정리 일부/(초상면) 온야리 일부/신석리 일부/석애리 일부, 송내리/정동리/송정리 일부/장학리 일부, 진목리/상림리/하림리/이미리 일부, 간동리/덕동리/신기리/검석리/내동리, 용운리/예동리/신천리/대여리 일부/무림리 일부/장학리 일부, 장산리/학서리/우명리/화포리 | 별량면      | 대곡리, 덕정리, 동송리, 마산리, 무풍리, 봉림리, 송학리, 쌍림리, 우산리, 운천리, 학산리                                                                         |
| 순천군               | 월등면(月燈面) 무평리/갈전리/화정리 일부, 외동리/계영리/망월리, 장선리/농곡리 일부, 신대리/화지리/월평리/둔대리/두지리 일부/송동리 일부, 망치리/주동리, 송동리 일부/두지리 일부, 신월리/가장리/유평리/서당리/율지리/화정리 일부, 변운리/월곡리, 당산리/섬계리/두지리 일부, 월궁리/용정리/명산리/운곡리/신성리/장척리 | 월등면      | 갈평리, 계월리, 농선리, 대평리, 망용리, 송천리, 신월리, 운월리, 월림리, 월용리                                                                                 |
| 순천군               | 황전면(黃田面) 백야리/괴목리/용암리/(월등면) 농곡리 일부, 가소리/교동리/금평리/용서리/수락리, 지당리/구동리/내구리, 건천리/청룡리/대치리/도롱리 일부, 중기리/구룡리/덕림리/화평리/미초리/산령리 일부/신기리 일부, 도원리/덕월리/모전리/도롱리 일부, 십이천동/외구리/봉동리/덕계리/약수리 일부, 진변리/칠안리/비촌리, 선변리/봉암리/광암리/용두리/용림리, 월계리/고산리/수평리/신촌리, 자은리/성암리/월산리/약수리 일부, 내동리/죽동리/봉정리/장성리/잔정리, 상검리/하검리/죽청리, 저촌리/평촌리/농소리/하평리, 발산리/연당리/황학리/본황리, 석락리/각문리/구계리/회룡리/산령리 일부/신기리 일부 | 황전면      | 괴목리, 금평리, 내구리, 대치리, 덕림리, 모전리, 봉덕리, 비촌리, 선변리, 수평리, 월산리, 죽내리, 죽청리, 평촌리, 황학리, 회룡리                                 |
| 순천군               | 서면(西面) 둔대리/개운리 일부/구만리 일부/회룡리 일부/비월리 일부, 세동리/마륜리/구상리/학동리 일부, 대구리/학구리 일부, 방석리/월산리/산우리/산정리/동산리/임촌리/북차리/당천리 일부, 비월리/덕진리/구만리 일부, 유본리/돌거리/선평리/강청리 일부, 화정리/월평리/압곡리/당본리/율리/건천리/교두리/용곡리/용림리, 용두리/월곡리/운평리/죽청리/죽동리/당천리 일부, 외병리/입석리/죽평리, 대동리/신기리/금평리/구룡리/지본리, 송내리/심원리/원동리/청소리, 재궁리/진신리/판교리/추동리/기동리, 와요리/장척리/송원리/개운리 일부/회룡리 일부/학구리 일부, 흥대리/연동리/학동리 일부 | 서면        | 구만리, 구상리, 대구리, 동산리, 비월리, 선평리, 압곡리, 운평리, 죽평리, 지본리, 청소리, 판교리, 학구리, 흥대리                                                 |
| 순천군 (舊 낙안군)   | 읍내면(邑內面) 평촌리 일부/(동상면) 이동리 일부/교촌리 일부/세곡리 일부, 서외리 일부/남외리 일부/남내리 일부/평촌리 일부/(내서면) 사포리 일부, 동내리/동외리/남내리 일부/남외리 일부/(동상면) 교촌리 일부, 서내리/서외리 일부/성북리 일부, 성북리 일부, 남촌리/평촌리 일부/옥산리 일부/(내서면) 사포리 일부 | 낙안면      | 교촌리, 남내리, 동내리, 서내리, 성북리, 평촌리 |
| 순천군 (舊 낙안군)   | 내서면(內西面) 송기리/검암리/덕천리 일부, 장천리/금산리/신전리, 수정리/수촌리/상송리 일부, 화원리/(내서면) 상송리 일부, 서동리/녹천리/온야리/사포리 일부/덕천리 일부/(읍내면) 옥산리 일부/(보성군 고상면) 지동리 일부, 창녕리/가정리/주원리 일부, 화목리/조산리/평사리, 하송리 | 낙안면      | 검암리, 금산리, 목촌리, 상송리, 옥산리, 창녕리, 평사리, 하송리                                                                                                 |
| 순천군 (舊 낙안군)   | 외서면(外西面) 미타리/회미리, 두지리/시목리/상고리 일부/수진리 일부/기동리 일부, 용반리/가룡리/수진리 일부/상고리 일부, 농소리/신기리/덕치리, 상율리/하율리, , 영내리/사봉리/대전리/간산리, 한동리/기동리 일부 | 외서면      | 금성리, 도신리, 반용리, 신덕리, 쌍율리, 월암리, 장산리, 화전리                                                                                                 |
| 순천군 (舊 낙안군)   | 동상면(東上面) | 동초면      | 내운리, 용능리, 이곡리 |
| 순천군 (舊 낙안군)   | 동하면(東下面) | 동초면      | 봉림리, 신기리, 연산리, 장양리, 호동리, 회정리 |
| 순천군 (舊 낙안군)   | 초상면(草上面) | 동초면      | 구룡리, 대룡리, 두고리, 송기리, 원창리, 죽산리 |
| 순천군 (舊 낙안군)   | 초하면(草下面) | 동초면      | 금치리 |
| 구 행정구역                                                    | 신 행정구역                                                    |
| -------------------------------------------------------------- | -------------------------------------------------------------- |
| 순천군 동초면 내운리·용능리·이곡리·신기리                      | 순천군 낙안면 내운리·용능리·이곡리·신기리                      |
| 순천군 동초면 금치리·죽산리·송기리·구룡리·두고리·원창리·대룡리 | 순천군 별량면 금치리·죽산리·송기리·구룡리·두고리·원창리·대룡리 |
| 순천군 동초면 호동리·장양리·회정리·봉림리·연산리               | 보성군 벌교면 호동리·장양리·회정리·봉림리·연산리               |

### 순천읍
1931년 11월 1일 순천면이 순천읍으로 승격되었다.

### 순천부
해방 후 1949년 8월 13일에 순천읍 일원과 도사면 일원, 해룡면 일부(왕지, 조례, 연향)가 순천부로 승격되었다. 같은 달 15일 순천시로 개칭되었으며, 순천군의 나머지 지역은 승주군이 되었다.

### 순천시
1985년 10월 1일 쌍암면이 승주읍으로 승격하였고, 1995년 1월 1일, 지방자치선거를 앞두고 실시된 전국 행정구역 개편에 따라, 전형적인 농촌지역이던 승주군과 중심도시기능을 담당했던 순천시가 하나로 통합되어 도농복합시 형태의 통합시인 순천시를 새롭게 이루었다.